# لورنا هيل
لورنا هيل (بالإنجليزية: Lorna Hill)‏ (21 فبراير 1902، درم في المملكة المتحدة - 17 أغسطس 1991 في المملكة المتحدة)؛ كاتبة للأطفال، كاتِبة وروائية بريطانية.